# Rolf Rämgård
Rolf Rämgård (né le 30 mars 1934) est un ancien fondeur suédois. Il remporte deux médailles aux Jeux olympiques d'hiver de 1960, l'argent au 30 km et le bronze au 50 km. Dans les années 1970, il se lance dans une carrière politique, devenant membre du parlement suédois.

## Jeux olympiques
- Jeux olympiques d'hiver de 1960 à Squaw Valley 
  -  Médaille d'argent sur 30 km.
  -  Médaille de bronze sur 50 km.